# Atractotomus morelus
Atractotomus morelus är en insektsart som beskrevs av Stonedahl 1990. Atractotomus morelus ingår i släktet Atractotomus och familjen ängsskinnbaggar. Inga underarter finns listade i Catalogue of Life.